# Si me sonno Napule
Si me sonno Napule, pubblicato nel 1975 su 33 giri (ZSLPR 55888), Stereo8 (Z8PR 55888) e musicassetta (ZKPR 55888), è un album discografico del cantante Mario Trevi.

## Il disco
Inciso con la casa discografica Presence, con distribuzione della RCA italiana, nell'album Mario Trevi, con arrangiamenti di Tony Iglio, si dedica al repertorio napoletano degli anni '30 e '40 di poesti e musicisti come Gigi Pisano, Libero Bovio, Ernesto Tagliaferri.

## Tracce
1. 'E rrose d'a Madonna (Bovio-De Curtis)
2. Suonne sunnato (Rainnone-Campolongo)
3. Dimme addò staje (Di Gianni-Barile)
4. Tutt' 'e ssere (Pisano-Cioffi)
5. Marcetta 'e campagna (Bovio-Frustaci)
6. Guappo? No! (Fiore-Tagliaferri)
7. Canzone bella (Russo-Di Capua)
8. Maistà (Bovio-Cannio)
9. Te ne vaje (Bovio-Valente)
10. Si me sonno Napule (Bovio-Tagliaferri)
11. Primavera dispettosa (Iannuzzi-E. A. Mario)
12. Quanta rose (Bovio-Lama)